# Dreikaiserabkommen

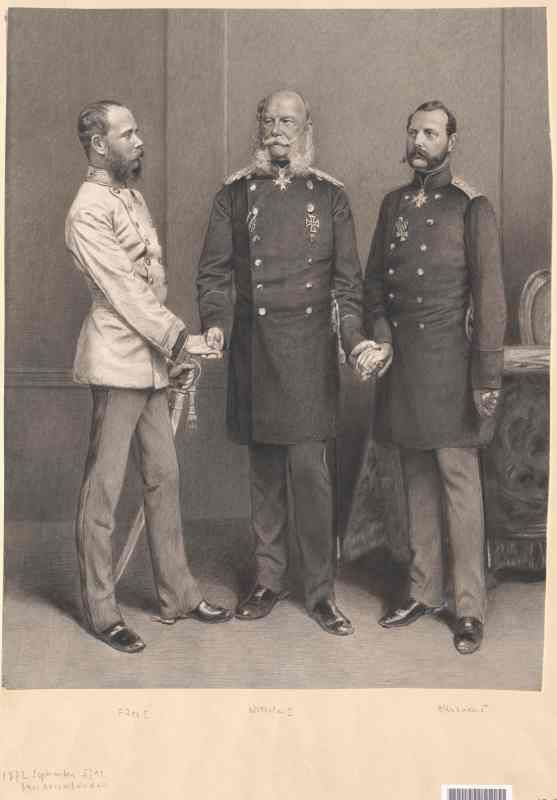
Von links nach rechts: Franz Joseph I., Wilhelm I. und Alexander II. am 22. Oktober 1873 im Schloss Schönbrunn.

Das Dreikaiserabkommen war ein Konsultativpakt zwischen den drei Monarchien Russland, Österreich-Ungarn und dem Deutschen Reich.
Es wurde am 22. Oktober 1873 im Schloss Schönbrunn in Wien von Kaiser Wilhelm I., Kaiser Franz Joseph I. und Kaiser Alexander II. unterzeichnet. Das Drei-Kaiser-Abkommen ging auf eine am 6. Juni 1873 zwischen dem russischen und dem österreichischen Kaiser unterzeichnete Militärkonvention (Schönbrunner Konvention) zurück, der Wilhelm I. am 22. Oktober 1873 beitrat.
Das Abkommen wurde geschlossen, um „den gegenwärtig in Europa herrschenden Friedenszustand zu befestigen“, um ihn „gegen alle Erschütterungen, von welcher Seite sie auch kommen mögen, zu sichern, und wenn nötig zu erzwingen“. Er war aber primär nur ein Versprechen der drei Herrscher, durch direkte und persönliche Verständigung etwaige Differenzen auszuräumen. Es war kein Garantiepakt, wurde aber zum Grundstein der Bündnispolitik Otto von Bismarcks.
Das Dreikaiserabkommen war, abgesehen von einigen vagen Bemerkungen über die Ausbreitung des Sozialismus in Europa, nichts weiter als eine gutgemeinte Willenskundgebung, orientiert an den Überzeugungen konservativer Solidarität. Für Otto von Bismarck verhinderte es eine mögliche Isolierung Deutschlands zu einem geringen diplomatischen Preis.
Das Abkommen wurde durch Bismarck erwirkt, um beide Vertragspartner unter besserer Kontrolle zu haben und eine Annäherung Russlands an Frankreich zu verhindern. Bismarck erzielte somit ein wichtiges Ziel seiner Außenpolitik, nämlich die Isolation Frankreichs.
In der Balkankrise (1876–78) scheiterte Bismarcks Außenpolitik. Das Abkommen brach, als Russland begann, die Aufständischen im europäischen Teil des Osmanischen Reiches zu unterstützen. Hierbei nahm Russland aus Sicht Großbritanniens und der österreichisch-ungarischen Monarchie zu wenig Rücksicht auf ihre Interessen.
1881 versuchte Bismarck wieder, eine Annäherung Russlands zu Frankreich zu unterbinden, indem er eine Erneuerung des Vertrages erwirkte, die im so genannten Dreikaiserbund mündete. Dieser Bund war Teil des Bismarck’schen Bündnissystems und verpflichtete die drei Mächte zu wohlwollender Neutralität im Falle eines unprovozierten Angriffs gegen eine der Mächte durch eine vierte Macht. Angesichts des sich verschärfenden Gegensatzes zwischen Österreich-Ungarn und Russland am Balkan wurde der Bund 1887 nicht verlängert.
Zur Kompensation und entgegen der Annäherung zwischen Frankreich und Russland wurde mit dem Russischen Reich der sogenannte Rückversicherungsvertrag abgeschlossen, der Deutschland und Russland zu wohlwollender Neutralität bei einem unprovozierten Angriff Frankreichs gegen Deutschland beziehungsweise Österreich-Ungarns gegen Russland verpflichtete.